# Mulieris Dignitatem
Mulieris Dignitatem (latin: Om kvinnans värdighet) är ett apostoliskt brev, utfärdat av påve Johannes Paulus II den 15 augusti 1988. I brevet försvarar påven kvinnornas jämlikhet, bland annat genom att belysa hur Jesus förhöll sig till och återupprättade kvinnor. Påven exemplifierar detta med den samariska kvinnan som han såg och bekräftade och den syndfulla kvinnan, som i Simons hus, smorde Jesu fötter med dyrbar olja.
Johannes Paulus II betonar därtill att det fanns flera kvinnor vid Kristi kors: Jungfru Maria, Maria, Kleofas hustru och Maria från Magdala. Den uppståndne Jesus visade sig sedan först för en kvinna – Maria från Magdala.